# Poul Godske
Poul Godske (* 6. Mai 1929 in Tommerup, Region Syddanmark; † 14. Juli 2011) war ein dänischer Jazzmusiker (Piano, Vibraphon, Keyboard, Saxophon) und Filmkomponist.

## Leben und Wirken
Godske wuchs in Tommerup auf und begann autodidaktisch als Musiker. In den 1950er Jahren spielte er zunächst Sopransaxophon, dann Piano und Vibraphon. Er gehörte Jørn Grauengaards Orchester an, arbeitete dann bis in die 1970er Jahre im Trio- und Quintettformat und legte einige EPs bei Metronome und Odeon vor. In den 1950er Jahren entstanden auch Aufnahmen mit Lars Gullin, Rolf Billberg, Louis Hjulmand und Erik Moseholm.
Als Orchesterleiter und Komponist arbeitete Godske für Theater, Revuen und für das Fernsehen, so für Preben Kaas (Hvor er liget, Møller?, 1971), Sune Lund-Sørensen (Camping 1990) und Per Pallesen (Hjælp – min datter vil giftes, 1993); außerdem komponierte er für das Festival Hjørringrevyen und 1984 bis 1987 für die TV-Serien Pusterummet (1973) und Dansk Naturgas sowie für die Musikshows von Søren Pilmark. Godske begleitete die Sänger Etta Cameron, Grethe Sønck, Poul Bundgaard und Otto Brandenburg. Unter eigenem Namen spielte er 1992 mit seinem Quintett das Album Bald is Beautiful ein. Im Jahr 2002 beendete er seine Karriere als professioneller Musiker.

## Diskographische Hinweise
- Meet Poul Godske - The Danish Jazz-Musician of the Year 1959 (Odeon, EP 1959) mit Mogens Landsvig, William Schiöppe
- Jazz at the Highschool by Paul Godske...  (Metronome, 1959) mit Frank Jensen, Jorgen Ingmann, Poul Gregersen, Preben Oxbol
- Paul Godske 1956-1959
- Mayday (ADM, 1980) mit Jens Christian Søndergård, Lars Blach und Etta Cameron